# Eletrometeoro
Os electrometeoros são fenômenos eléctricos, ou que envolvem a geração de cargas eléctricas, que ocorrem na atmosfera terrestre, observáveis sobre objetos ou livres na camada limite planetária e na alta atmosfera. Os electrometeoros incluem:
- Trovoadas (formação de raios, relâmpagos e trovões);
- Luminescência atmosférica (luminescência atmosférica noturna);
- Eventos luminosos transientes (blue jets, sprites, elves e fenômenos similares);
- Fogos-de-santelmo;
- Meteoros em sentido restrito (meteoritos, bólides e coriscos);
- Auroras polares;
- Tempestades geomagnéticas;
- Relâmpagos de Cherenkov.